# ناتاليا لوبيز
ناتاليا لوبيز (بالإسبانية: Natalia López-Moratalla)‏ (و. 1946  م) هي عالمة كيمياء حيوية، وأستاذة جامعية، وعالمة، وباحثة، وكاتِبة، وكيميائية، وعالمة أحياء إسبانية، ولدت في غرناطة.

## مناصب
تولت منصب بروفيسور
.

## التعليم
تعلمت في جامعة غرناطة، وتعلمت في جامعة نبرة
.